# ماچییا (صربستان)
ماچییا (به صربی: Maćija) یک منطقهٔ مسکونی در صربستان است که در ناحیه نیشاوا واقع شده‌است. ماچییا ۱۲۶ نفر جمعیت دارد.